# 甘恩瓦利 (南达科他州)
甘恩瓦利（英語：Gann Valley）是位於美國南達科他州水牛縣的普查規定居民點。此地為水牛縣的縣治，亦是全美人口最少的縣治。

## 人口
根據2020年美國人口普查的數據，甘恩瓦利的面積為0.21平方千米，皆為陸地。當地共有人口10人，而人口密度為每平方千米47.62人。